# Stelzen (Tanna)
Stelzen ist ein Ortsteil der Stadt Tanna im Saale-Orla-Kreis in Thüringen.

## Geografie

### Lage und Geologie
Das Dorf Stelzen liegt an einem leicht abfallenden Westhang der Stelzenhöhe an der thüringisch-sächsischen Grenze. Der eingemeindete Weiler Spielmes liegt 2 km entfernt im Schwarzbachtal. Die Gemarkungen beider Orte sind ein Teil des Südostthüringer Schiefergebirges. Die Straße (L 1089) durch Stelzen verbindet den sächsischen Teil des Vogtlands mit dem thüringischen. Die Stelzenhöhe ermöglicht einen weiten Blick ins thüringische und sächsische Vogtland.

### Nachbarorte
Nachbarorte sind südlich das sächsische Reuth, weiter südlich Rothenacker und westlich Oberkoskau.

## Geschichte

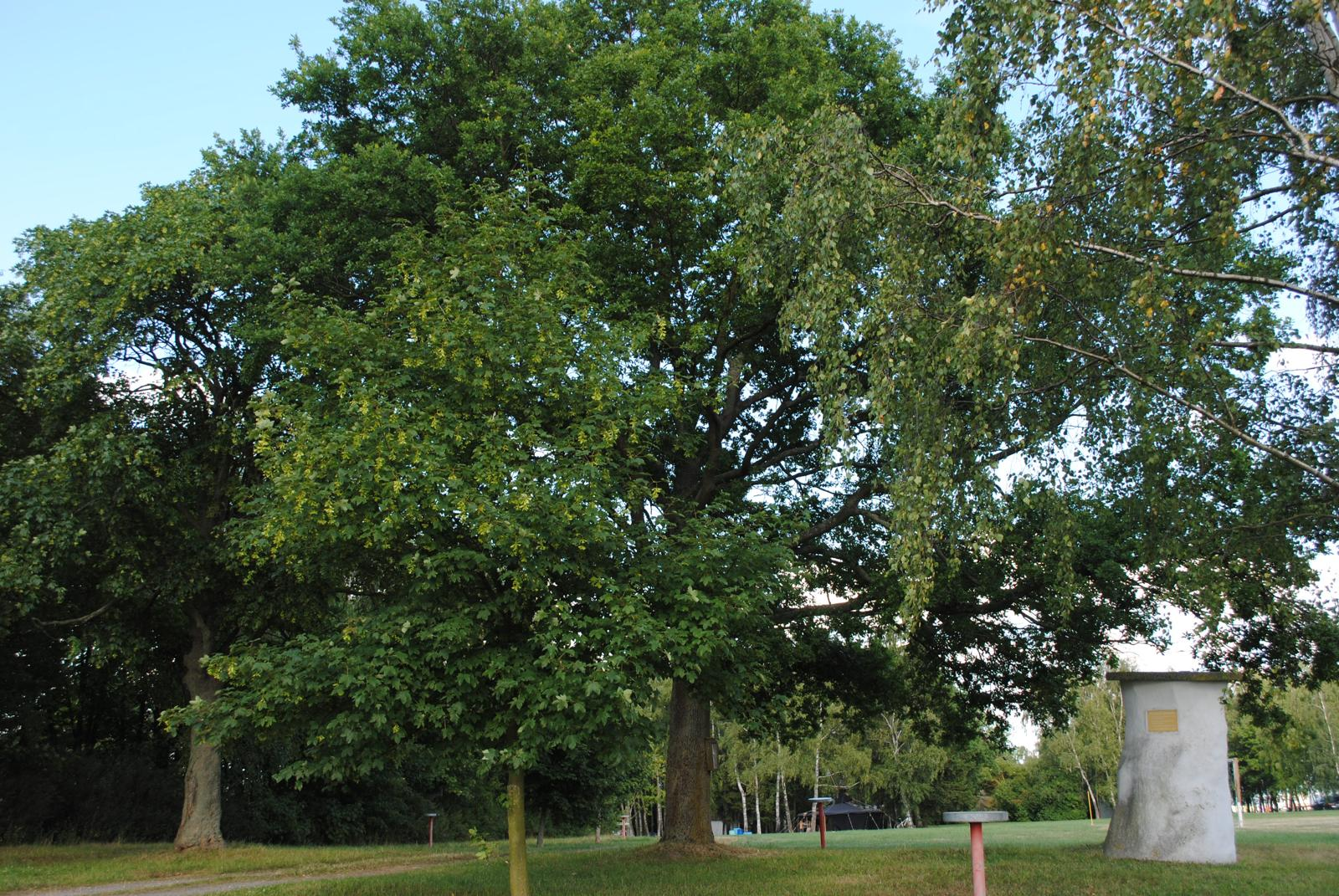
Namensgeber des Ortes Stelzen

Am 31. August 1279 wurde Stelzen urkundlich erstmals erwähnt, Spielmes am 1. Dezember 1437. 244 Einwohner leben in Stelzen, wobei unklar ist, ob die 66 Einwohner von Spielmes dabei eingerechnet sind. Stelzen und Spielmes waren schon von jeher eng verbunden. Das betrifft besonders die Kirche und die Schule. Die Orte waren Bauerndörfer und haben Bedenken bei der Entwicklung der Landwirtschaft von einst und heute geäußert. Stelzen war bis 1928 in einen reußischen (thüringischen) und einen sächsischen Teil getrennt. Der sächsische Anteil unterstand bis 1856 der Grundherrschaft des Ritterguts Leubnitz im kursächsischen bzw. königlich-sächsischen Amt Plauen. 1856 wurde Stelzen (sächs. Ant.) dem Gerichtsamt Plauen und 1875 der Amtshauptmannschaft Plauen angegliedert. Im Jahr 1928 erfolgten ein Gebietsaustausch und eine Grenzbereinigung zwischen dem Freistaat Sachsen und dem Land Thüringen. Dadurch wurden die zu Reuth gehörigen Parzellen von Stelzen sächs. Anteil vollständig an Thüringen abgetreten und mit dem thüringischen Anteil von Stelzen vereinigt.
Am 1. Juli 1950 wurde die bis dahin eigenständige Gemeinde Spielmes eingegliedert. Durch die zweite Kreisreform in der DDR kam die Gemeinde Stelzen im Jahr 1952 zum Kreis Schleiz im Bezirk Gera, der 1990 als thüringischer Landkreis Schleiz fortgeführt wurde und 1994 im Saale-Orla-Kreis aufging.
Von 1991 bis 1997 war Stelzen Teil der Verwaltungsgemeinschaft Gefell. Am 1. Januar 1997 wurde die Gemeinde Stelzen nach Tanna eingemeindet.
Die jährlichen Stelzenfestspiele sind seit 1993 nicht nur für Stelzen ein Höhepunkt des Jahres.

## Sehenswürdigkeiten
- Kirche
- Festspielscheune auf dem Festspielberg, 2007 für 1200 Zuhörer errichtet[10]

## Söhne und Töchter des Ortes
- Johann Christian Fried (1819–1861), deutscher Gutsbesitzer und Politiker